# USS Charles Ausburn (DD-294)
Za druga plovila z istim imenom glejte USS Charles Ausburn.
USS Charles Ausburn (DD-294) je bil rušilec razreda Clemson v sestavi Vojne mornarice Združenih držav Amerike.
Rušilec je bil poimenovan po pomorskem častniku Charlesu Lawrencu Ausburnu.

## Zgodovina
V skladu s Londonskim sporazumom o pomorski razorožitvi je bil rušilec 22. oktobra 1930 izvzet iz aktivne službe in 17. januarja 1931 prodan. Ladja je bila preurejena v transporter sadja in preimenovana v MV Masaya. Med drugo svetovno vojno so ladjo reaktivirali kot tovorno ladjo Kopenske vojske ZDA in v tej vlogi je bila potopljena 28. marca 1943 v zračnem napadu.